# Bisdom Bayombong
Het bisdom Bayombong (Latijn: Dioecesis Bayombongensis) is een rooms-katholiek bisdom met als zetel Bayombong, op de Filipijnen. Het bisdom is suffragaan aan het aartsbisdom Tuguegarao. 

## Geschiedenis
Het bisdom werd opgericht op 7 november 1966, als de territoriale prelatuur Bayombong, uit delen van het bisdom Tuguegarao, en was suffragaan aan het aartsbisdom Nueva Segovia. Op 21 september 1974 veranderde het van kerkprovincie en werd suffragaan aan het nieuw verheven aartsbisdom Tuguegarao. Op 15 november 1982 werd het verheven tot bisdom. 

## Parochies
Het bisdom had in 2022 een oppervlakte van 6.961  km2 en telde 1.165.000 inwoners waarvan 56,1% rooms-katholiek was.

## Bisschoppen
- Albert van Overbeke (prelaat: 18 november 1966, bisschop: 15 november 1982 - 15 september 1986)
- Ramon Barrera Villena (15 september 1986 - 28 mei 2016; coadjutor sinds 17 augustus 1985)
  - Sofronio Aguirre Bancud (apostolisch administrator: 28 mei 2016 - 25 juli 2018)
- Jose Elmer Imas Mangalinao (24 mei 2018 - heden)

## Galerij van afbeeldingen

Wapen van het bisdom
Voormalig wapen van het bisdom (1966-1986)
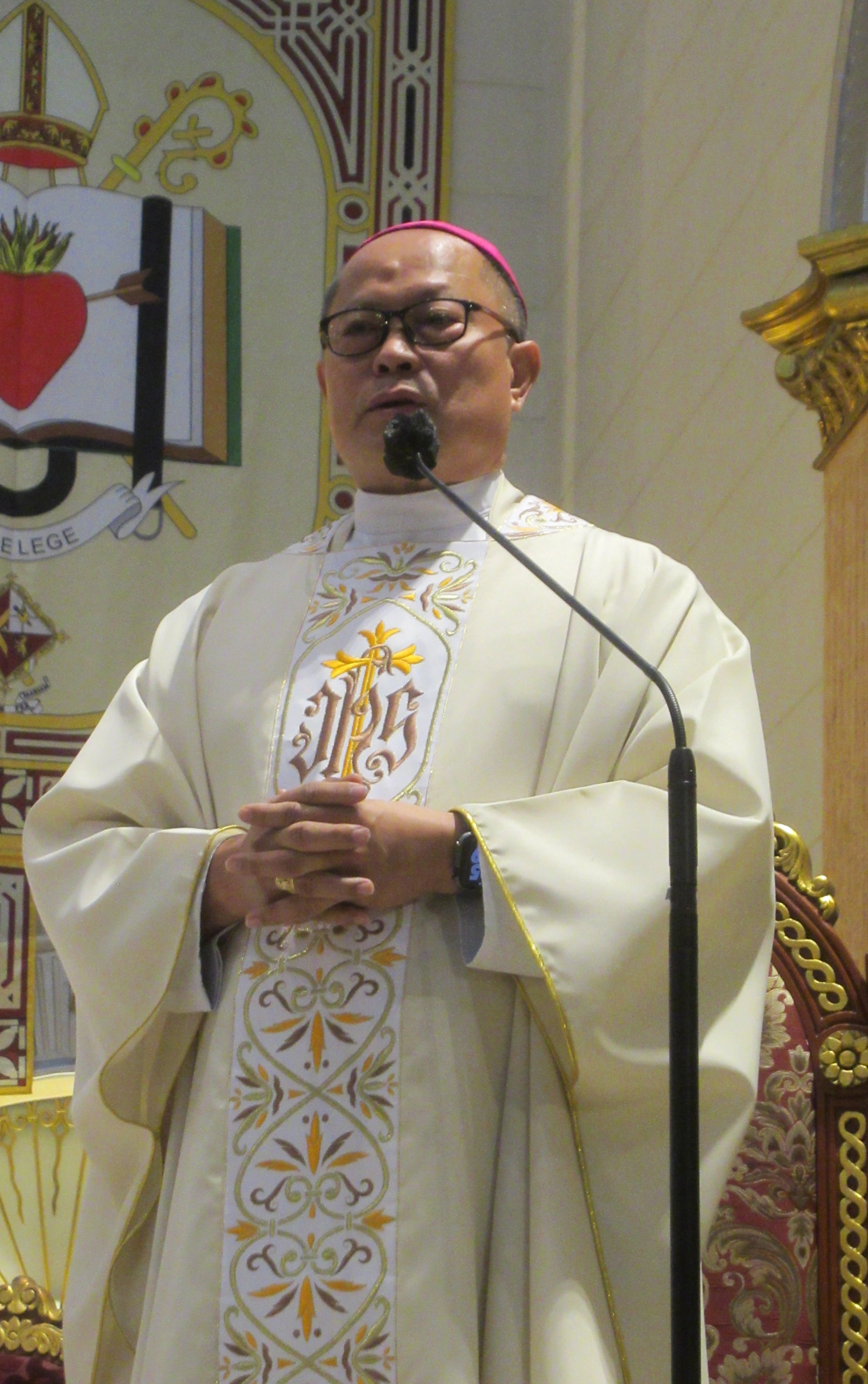
Bisschop Jose Elmer Imas Mangalinao (2018-heden)

Tuguegarao (aartsbisdom) · Batanes (territoriale prelatuur) · Bayombong · Ilagan